# Helmond

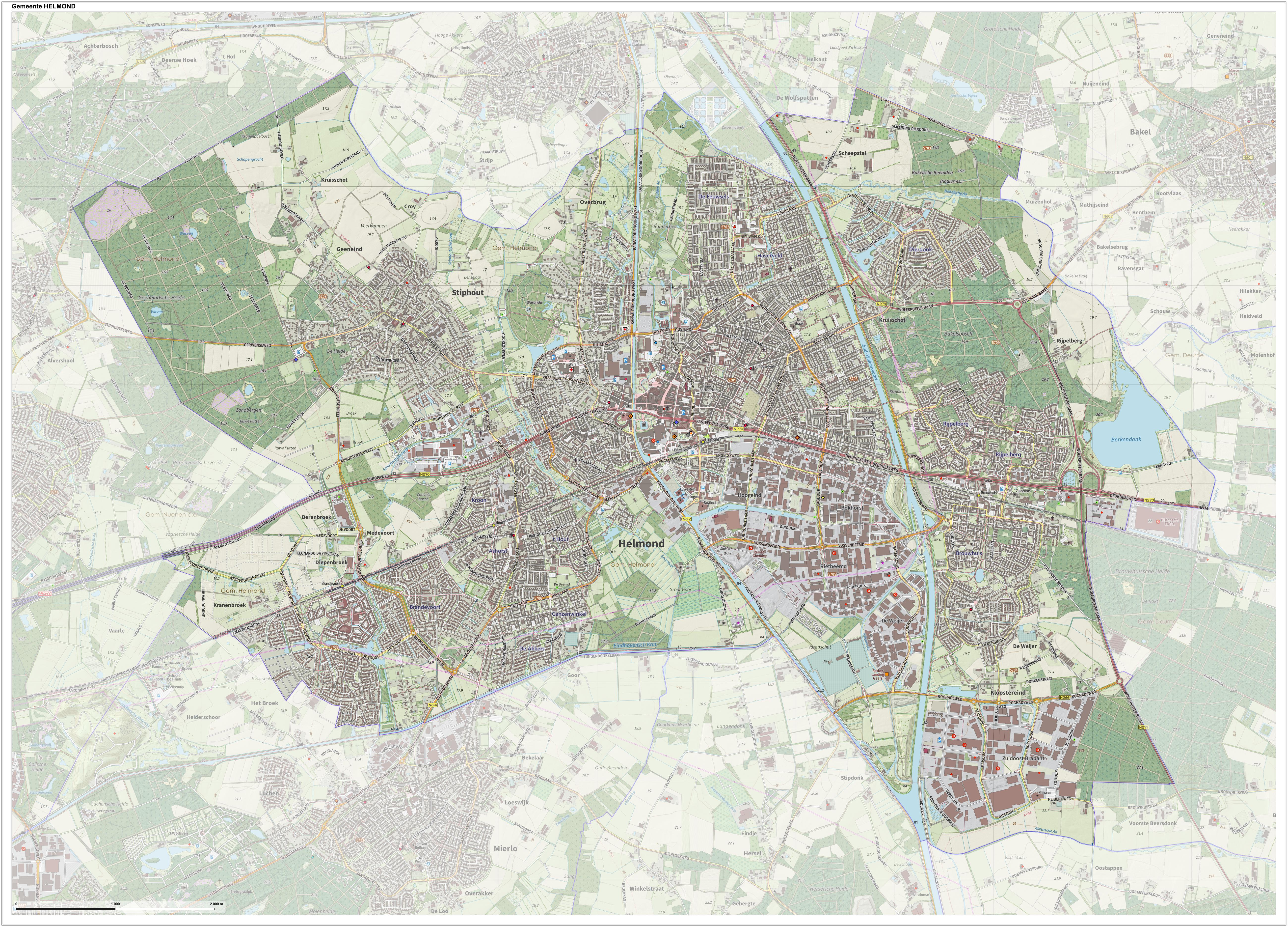
Topografische gemeentekaart van Helmond, september 2022

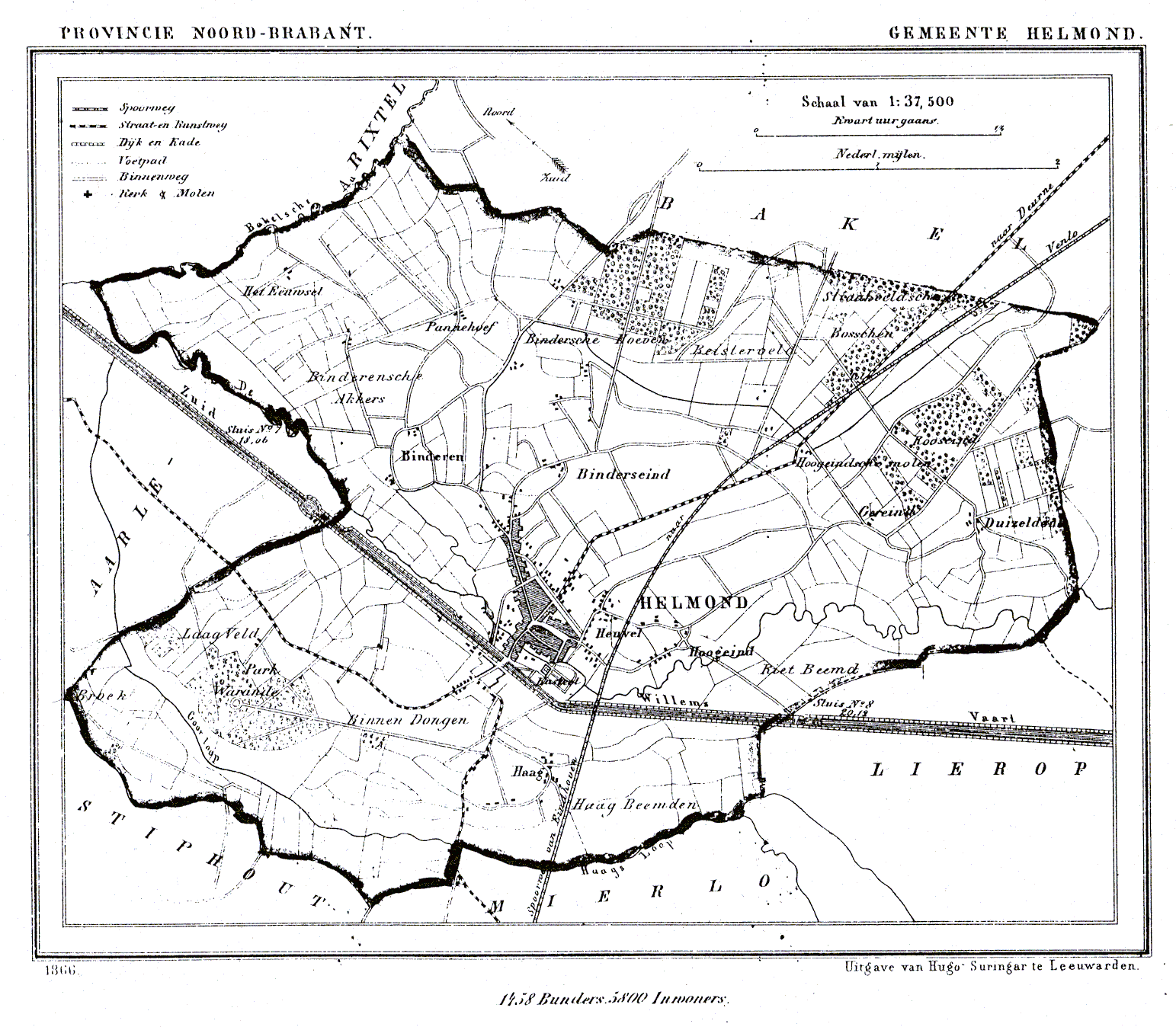
Helmond in 1866

Helmond (uitspraakⓘ; dialect (Helmonds): Hèllemond) is een stad  en gemeente in de provincie Noord-Brabant in Nederland. Helmond telt 95.874 inwoners (22 november 2024, bron: CBS) en heeft een oppervlakte van 54,57 km² (waarvan 0,10 km² water). De gemeente Helmond maakt deel uit van de Metropoolregio Eindhoven en het stedelijk netwerk BrabantStad.
Kenmerkend voor Helmond is een verleden van metaal- en textielindustrie. De straatnamen die op -wal eindigen duiden op de voormalige omwalling van de vestingstad, waar het veertiende-eeuwse kasteel onderdeel van was.
De gemeente Helmond kent vier kernen: De stad Helmond, onderverdeeld in een aantal wijken en de voormalige dorpen Stiphout, Mierlo-Hout en Brouwhuis. De laatste drie hebben het dorpse karakter weten te behouden. Zie ook de lijst van wijken in Helmond.

## Etymologie
In het wapen van Helmond staat een helm afgebeeld. De naam Helmond heeft echter niets met een helm te maken. De naam wordt wel uitgelegd als een samenvoeging van hel, dat 'laaggelegen' zou betekenen, en mond, dat zou verwijzen naar een hoger gelegen, beveiligde plaats.
De helm verscheen reeds op een zegel uit 1241, toen men de historische betekenis al niet meer kende. Deze zou de versterkte middeleeuwse stad symboliseren. Oorspronkelijk was het een middeleeuwse pothelm. Deze is later aangepast aan de mode en is nu een toernooihelm. De eikentakjes symboliseren de Vrijheid. Het vogeltje in de takjes is een middeleeuwse versiering en heeft geen enkele betekenis.

## Geschiedenis
Helmond is ontstaan vanuit een nederzetting die al voor het jaar 1000 moet hebben bestaan, en werd in 1179 voor het eerst genoemd in een bul van Paus Alexander III. De stad werd in 1225 gesticht door Hertog Hendrik I van Brabant. Helmond heeft geen bewijzen bewaard van de toekenning van stadsrechten, maar algemeen gaat men ervan uit dat deze in dezelfde periode zijn verleend als die van nabuur Eindhoven, dus in of rond 1232.
Helmond was eeuwenlang een centrum van textielnijverheid dat zich in de loop van de negentiende eeuw verder ontwikkelde tot een textielindustrie. Deze werd gestimuleerd door de komst van de Zuid-Willemsvaart in 1825, die Helmond met 's-Hertogenbosch en verder met noordelijk en westelijk Nederland verbond en naar het zuiden via Maastricht verder met het Luikse bekken en de Belgische gebieden langs de Maas. Leden van de familie Wesselman en van enkele Helmondse ondernemersfamilies waren verder bij de slavenhandel en enkele katoenplantages in Suriname betrokken. Overblijfselen van de textielindustrie zijn enkele villa's van textielfabrikantenfamilies aan het kanaal en aan de Aarle-Rixtelseweg, en het nog actieve bedrijf Vlisco.

## Geografie
Helmond ligt tussen Nuenen en Deurne. De dichtstbijzijnde grote stad is Eindhoven. Verder ligt Helmond aan de Zuid-Willemsvaart en de rivier de Aa.

### Aangrenzende kernen
Mierlo, Deurne, Aarle-Rixtel, Bakel, Gemert, Lierop, Nuenen, Gerwen
| Aangrenzende gemeenten | Aangrenzende gemeenten | Aangrenzende gemeenten | Aangrenzende gemeenten | Aangrenzende gemeenten |
| ---------------------- | ---------------------- | ---------------------- | ---------------------- | ---------------------- |
|                        |                        | Laarbeek               |                        | Gemert-Bakel           |
|                        |                        |                        |                        |                        |
| Nuenen c.a.            | Deurne                 |                        |                        |                        |
|                        |                        |                        |                        |                        |
| Geldrop-Mierlo         |                        | Someren                |                        | Asten                  |

## Bestuurlijke indeling

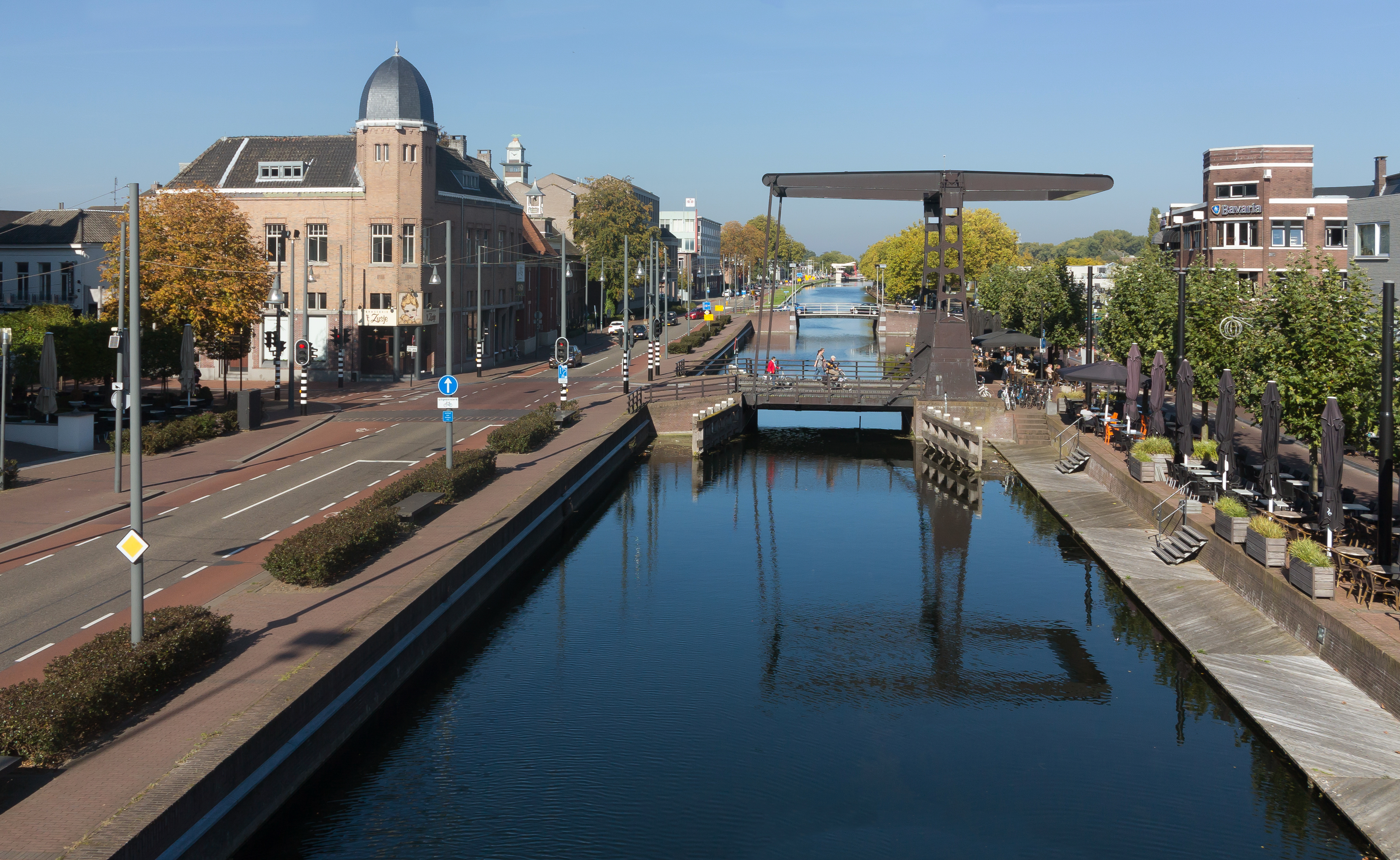
De oude arm van de Zuid-Willemsvaart loopt dwars door het centrum van de stad.

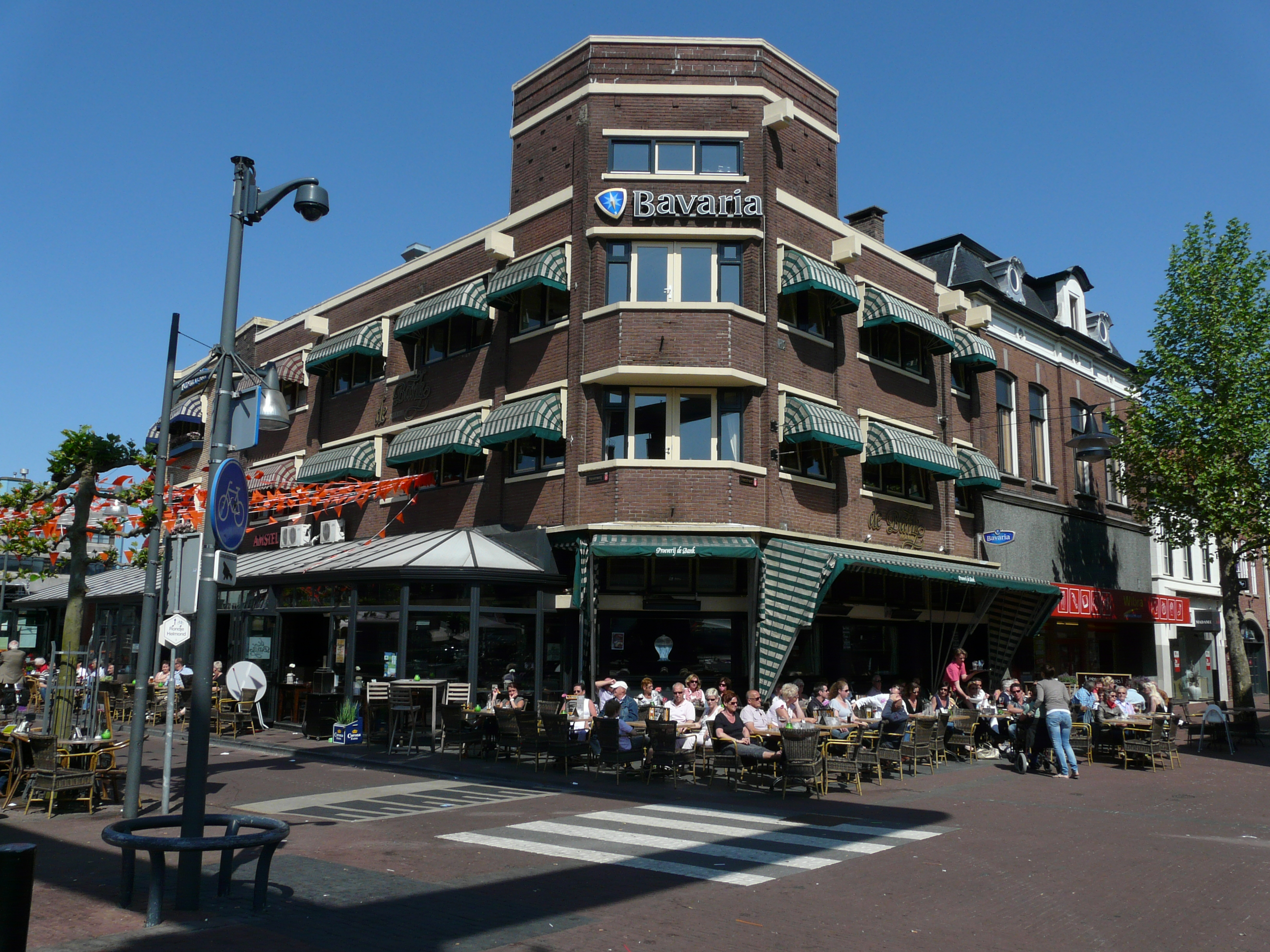
Het centrum van Helmond

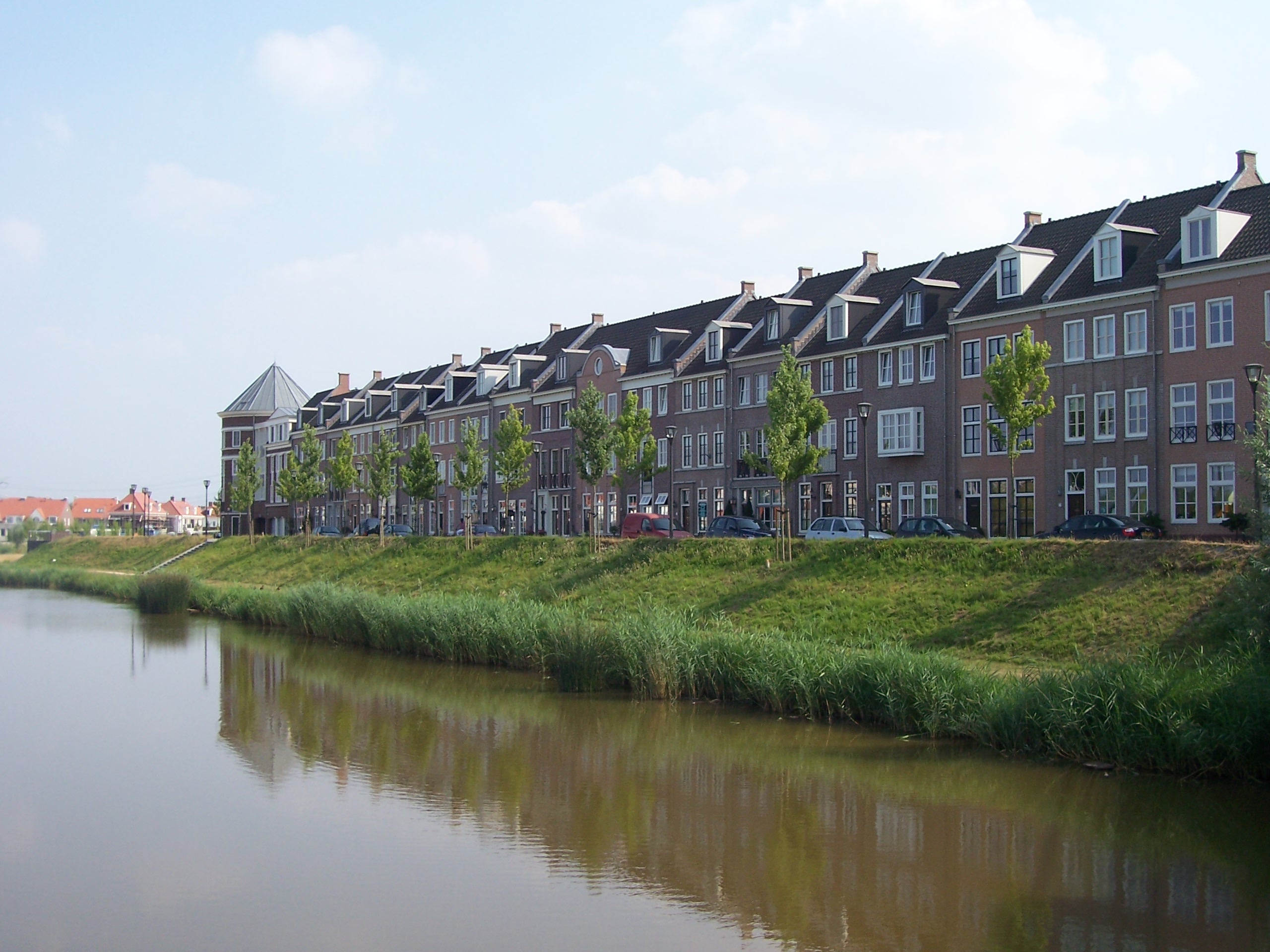
Brandevoort

### Wijken
- Binnenstad
- Helmond-Oost
- Helmond Noord
- ´t Hout
- Brouwhuis
- Helmond-West
- Warande
- Stiphout
- Rijpelberg
- Dierdonk
- Brandevoort
- Industriegebied Zuid

### Uitbreidingen
De gemeente Helmond breidde verschillende keren uit met (delen van) buurgemeenten. 
In 1968 gebeurde dit met de gemeente Stiphout en delen van de gemeenten: 
- Mierlo (de kern Mierlo-Hout, later 't Hout en daarop Mierlo-Hout),
- Deurne (deel van Brouwhuis) en
- Bakel en Milheeze (ten westen van de Bakelse Aa met Dierdonk, Kruisschot, de kern van Brouwhuis en Rijpelberg).

In de jaren negentig wilde de gemeente de noordelijke buurgemeente Aarle-Rixtel toevoegen. Dorpelingen hielden dit echter tegen met de strijdkreet 'Ale blie!' ('Aarle-Rixtel blijft!'). Uiteindelijk is het kerkdorp opgegaan in de nieuwe gemeente Laarbeek.

## Bestuur en politiek

### Zetelverdeling gemeenteraad
De gemeenteraad van Helmond bestaat uit 37 zetels. Hieronder de behaalde zetels per partij bij de gemeenteraadsverkiezingen sinds 1998:
| Gemeenteraadszetels   | Gemeenteraadszetels | Gemeenteraadszetels | Gemeenteraadszetels | Gemeenteraadszetels | Gemeenteraadszetels | Gemeenteraadszetels | Gemeenteraadszetels |
| Partij                | 1998                | 2002                | 2006                | 2010                | 2014                | 2018                | 2022                |
| --------------------- | ------------------- | ------------------- | ------------------- | ------------------- | ------------------- | ------------------- | ------------------- |
| GroenLinks            | 2                   | 1                   | 1                   | 2                   | 2                   | 6                   | 7                   |
| VVD                   | 4                   | 5                   | 4                   | 5                   | 5                   | 5                   | 6                   |
| Helder Helmond        | -                   | -                   | 2                   | 3                   | 1                   | 3                   | 5                   |
| CDA                   | 8                   | 7                   | 8                   | 7                   | 6                   | 5                   | 3                   |
| SP                    | 3                   | 3                   | 4                   | 3                   | 6                   | 5                   | 3                   |
| D66                   | 1                   | 1                   | 1                   | 2*                  | 3                   | 3                   | 3                   |
| Lokaal sterk**        | -                   | -                   | -                   | -                   | 6                   | 3                   | 2                   |
| 50PLUS***             | 2                   | 3                   | 1                   | -                   | 2                   | 3                   | 2                   |
| PvdA                  | 7                   | 5                   | 9                   | 6                   | 3                   | 2                   | 2                   |
| Forum voor Democratie | -                   | -                   | -                   | -                   | -                   | -                   | 2                   |
| DENK                  | -                   | -                   | -                   | -                   | -                   | -                   | 1                   |
| Mì Hellemonders       | -                   | -                   | -                   | -                   | -                   | -                   | 1                   |
| Helmond Aktief        | -                   | 1                   | 1                   | 1                   | 2                   | 1                   | -                   |
| Plan!                 | -                   | -                   | -                   | -                   | 1                   | 1                   | -                   |
| SDH-OH                | 6                   | 6                   | 4                   | 4*                  | -                   | -                   | -                   |
| Helmondse Belangen    | 2                   | 5                   | 2                   | 2*                  | -                   | -                   | -                   |
| Trots op Nederland    | -                   | -                   | -                   | 2                   | -                   | -                   | -                   |
| Totaal                | 35                  | 37                  | 37                  | 37                  | 37                  | 37                  | 37                  |
| Opkomst               |                     |                     |                     | 44,70%              | 44,80%              | 42,09%              | 39,25%              |

Raadsgriffier:
- Jan Jaspers[4]

* De partijen SDH-OH, Helmondse Belangen en D66 vormden één fractie in de gemeenteraad, maar namen onafhankelijk van elkaar deel aan de verkiezingen.
** Fusie van SDH-OH en Helmondse Belangen.
*** tot 2017 de partij Senioren

### College van B&W
De coalitie voor de periode 2022-2026 bestaat uit D66, SP, Lokaal sterk, 50PLUS, GroenLinks, PvdA en DENK. Zie hieronder het college van burgemeester en wethouders. DENK levert geen wethouder.
| Naam                                | Functie             | Partij       | Portefeuille |
| ----------------------------------- | ------------------- | ------------ | --- |
| S.C.C.M. (SJoerd) Potters           | Burgemeester        | VVD          | - Openbare Orde & Veiligheid - Integriteit - Bestuurs- en Juridische zaken - Kabinet & Protocol - Handhaving (coördinatie) |
| A. (Arno) Bonte                     | Wethouder (1,0 fte) | GroenLinks   | - Duurzaamheid - Klimaatadaptatie - Mobiliteit - Energietransitie - Milieu - Openbare ruimte - Natuur en water - Brainport Smart District - 1e locoburgemeester - Wijkwethouder: Brouwhuis                                                |
| E. (Erik) de Vries                  | Wethouder (0,9 fte) | SP           | - Sociale Zaken - Armoedebeleid - Centrumontwikkeling - Schulddienstverlening - Participatiewet - Horeca - Vergunningen en Handhaving - 2e locoburgemeester - Wijkwethouder Binnenstad en Centrum                                         |
| G.L.C.C. (Gaby) van den Waardenburg | Wethouder (0,9 fte) | D66          | - Stedelijke Ontwikkeling - Wonen en grondzaken - Schaalsprong Brainport - Ruimtelijke ordening - Omgevingswet - Vastgoed - 3e locoburgemeester - Wijkwethouder Dierdonk en Helmond-Noord                                                 |
| H.M.J.M. (Harrie) van Dijk          | Wethouder (0,8 fte) | Lokaal sterk | - Sport - WMO - Inclusie - Personeel en organisatie - Huis voor de Stad - De Braak - Wijkaccommodaties - Antidiscriminatie en diversiteit - Wonen en zorg - Burgerzaken - 4e locoburgemeester - Wijkwethouder Helmond-West en Brandevoort |
| M.M.E.L. (Marita) van Lierop        | Wethouder (0,8 fte) | 50PLUS       | - Cultuur - Evenementen - Ouderenbeleid - Vrijwilligers en mantelzorgers - Stadsmarketing - Public Affairs - Toerisme en recreatie - Monumenten - Dierenwelzijn - Afval - 5e locoburgemeester - Wijkwethouder Rijpelberg en Helmond-Oost  |
| M. (Martijn) de Kort                | Wethouder (0,8 fte) | PvdA         | - Economie - Arbeidsmarkt - Innovatie - Financiën - Automotive Campus - Arbeidsmigranten - Digitalisering - Glasvezelnetwerk - Regionale samenwerking - 6e locoburgemeester - Wijkwethouder Stiphout/Warande                              |
| T.Y.M (Thomas) Tuerlings            | Wethouder (0,8 fte) | GroenLinks   | - Jeugd - Onderwijs - Gezondheid - Brede welvaart/ Global Goals - Programma Andere Overheid - Preventie - Inburgering - 'Ruimte om te leven' - 7e locoburgemeester - Wijkwethouder Mierlo-Hout                                            |
| E. (Erik) de Ruiter                 | Gemeentesecretaris  |              | - Algemeen directeur ambtelijke organisatie - Secretaris college van burgemeester en wethouders |

### Stedenbanden
Helmond heeft een stedenband (gehad) met de volgende plaatsen:
- Mechelen (België)
- San Marcos (Nicaragua), sinds 1987[11]
- Zielona Góra (Polen), van 1994 tot en met 2014[12]

## Economie

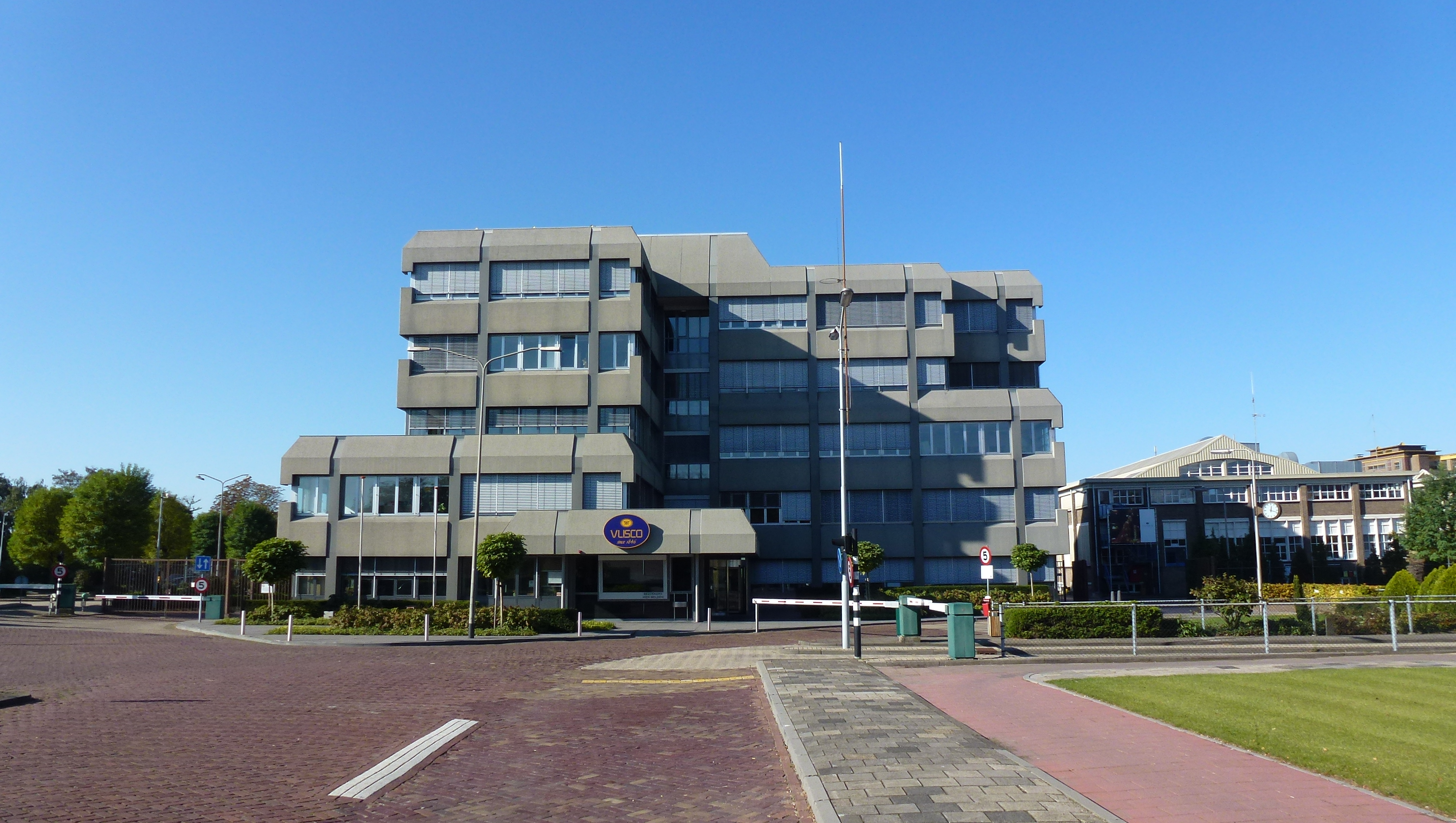
Het hoofdkantoor van Vlisco

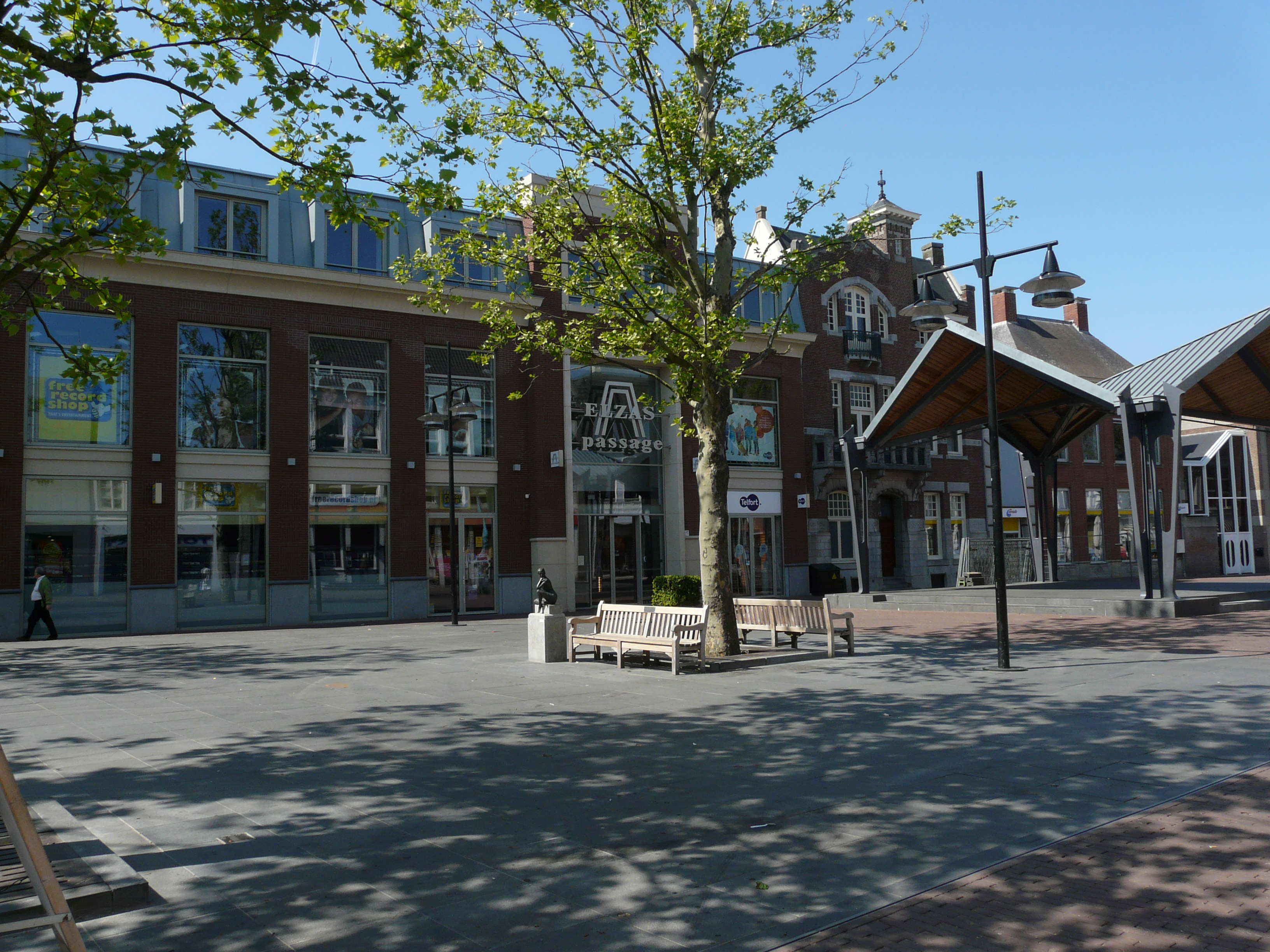
De Markt

In de negentiende eeuw is Helmond een industriestad geworden met lange tijd een relatief eenzijdig patroon, voornamelijk laaggeschoolde metaal- en textielnijverheid. Dit leidde tot een relatief eenzijdige bevolking met een grote onderlaag en een kleine rijke bovenlaag, een tweedeling die deels ook geografisch tot uiting kwam door de Zuid-Willemsvaart. Veel van de oorspronkelijke industrie is verdwenen, hoewel enkele bedrijven uit die tijd, zoals Vlisco, nog bestaan. Vlisco is al sinds midden negentiende eeuw actief als producent van bedrukte katoentjes die zich na 1960 heeft gespecialiseerd als exporteur van  'wax-prints' naar Westelijk Afrika. Ze heeft daar een stevige marktpositie opgebouwd met een lokaal gekleurde collectie. In het kader van de economische herstructurering heeft zich sinds de jaren zestig van de 20ste eeuw een groot aantal nieuwe bedrijven van buitenaf in Helmond gevestigd die deels ook weer verdwenen zijn. Anno 2021 is de industrie met 26% van de plaatselijke werkgelegenheid nog steeds de grootste werkgever ter plaatse. Daaronder een aantal bedrijven dat in de hoogwaardige technologiesector actief is. Helmond telt diverse uitgestrekte bedrijventerreinen.

### Kenniscentrum voor autotechniek
In 1976 voegde het in Helmond gevestigde VolvoCar een ontwikkelingslaboratorium toe aan zijn activiteiten. Na de omzetting in NedCar ging het verder als NedCar Product Design & Engineering en na verzelfstandiging als PDE Automotive. Dit werd een kern voor het vanaf begin 21ste eeuw ontwikkelde kenniscentrum voor de auto-industrie. Dit in 2003 geïnitieerde centrum kreeg de naam High Tech Automotive Campus, in 2017 komt de stichting Automotive Campus tot stand. De Campus beslaat 15 à 20 ha. Hier vindt men ook het in 2008 vanuit Delft overgeplaatste TNO Automobieltechniek. Ook het Franse Altran -  dat in 2016 het Duitse Benteler concern overnam, inclusief het in Helmond gevestigde ontwikkelingslaboratorium, een voortzetting van Volvo engineering ter plaatse. Ook zijn er diverse middelbare- en hogere beroepsopleidingen in de autotechniek. De stad kent daarnaast 22 bedrijven die als toeleverancier werkzaam zijn voor de auto-industrie, waaronder het tot de VDL Groep behorende APTS, dat de Phileas bussen heeft gebouwd.

### Winkelen
Het winkelhart van de stad bevindt zich in het centrum, rond de Veestraat en De Markt. Hier is ook de Elzas Passage te vinden.
Er is een weekmarkt op De Markt / Noord Koninginnewal / Ameideplein op de zaterdag en woensdagochtend. Ook is er een markt in Mierlo-Hout op de dinsdagochtend en de markt Brouwhuis op de vrijdagochtend.

## Cultuur

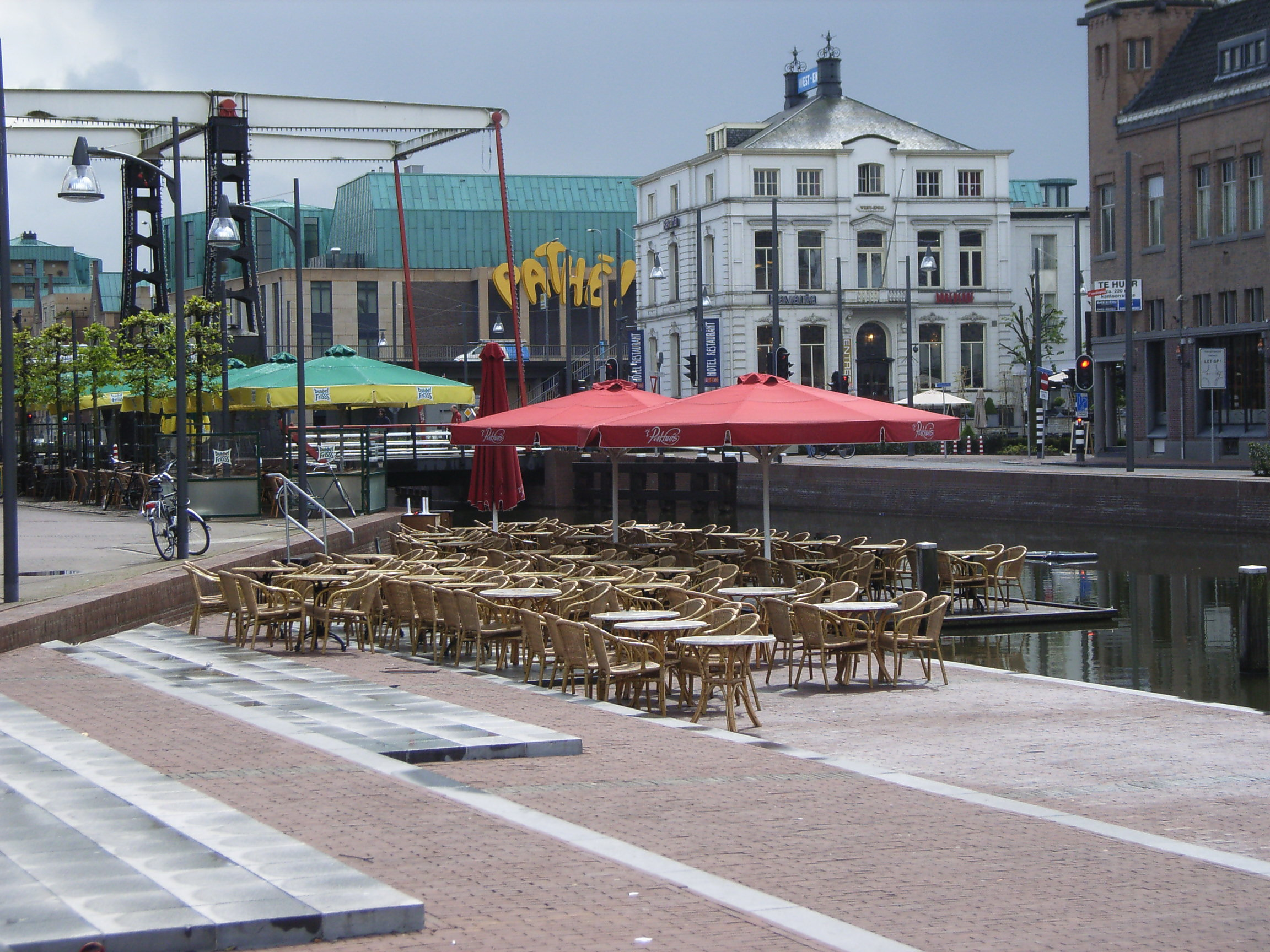
Terras aan het "oude kanaal" ("Ut auwe knaal")

Helmonders worden ook wel 'kattenmeppers' genoemd, wat hun spotnaam is. Naar verluidt aten ze vroeger katten, of 'dakhazen', hetgeen mogelijk op de toenmalige armoede is terug te voeren. In het Helmonds, een zeer karakteristiek dialect, zegt grootmoeder, die zo'n maaltijd zou hebben genuttigd: Mar jonge, ge kôhnt ut verskil nie zien, en ut smakte goewd. Krek un wild kneen. Ook kent men het verhaal van kattenvriend, de Capucijn Pater Nicodemus, die straatkatten ving en naar de zolder van het klooster bracht, waar ze zich aan de daar aanwezige muizen te goed konden doen.
Helmond heeft lange tijd een stadsdichter gehad. Vanaf 1 januari 2011 was dat jarenlang Wim Daniëls, die ook Het Helmonds Woordenboek en de gedichtenbundel Helmond schreef.

### Uitgaansleven
Om op stap te gaan, kan men in Helmond terecht aan de Kasteellaan, Havenweg, Steenweg, Markt en Zuid Koninginnewal alwaar de natte horeca geconcentreerd is.

### Film, theater en muziek
Er zijn twee bioscopen, Pathé Helmond met 6 zalen en De Cacaofabriek met 3 zalen, en twee theaters, Theater 't Speelhuis en het Annatheater.
De bekendste plekken voor live-popmuziek zijn De Cacaofabriek en Muziekcafé Helmond, beiden hebben een kernpodiumstatus (Nationaal Fonds Podiumkunsten).

### Evenementen
De kat komt speels terug in allerlei websites en activiteiten. Een voorbeeld is het festival Jazz in Catstown, dat elk jaar in juni werd gehouden. Catstown is de tegenhanger van Lichtstad Eindhoven, dat Jazz in Lighttown organiseert. In 2015 is Jazz in Catstown samengegaan met het artistieke festival Artimond. De nieuwe naam luidt H2O. Een ander evenement dat georganiseerd wordt, zijn de Kasteeltuinconcerten in juli en augustus.
Sinds 2011 vindt er in het centrum jaarlijks een bluesfestival plaats (het laatste volle weekend van oktober). Bluesroute Helmond is door de jaren heen uitgegroeid tot een van de grootste, gratis toegankelijke bluesfestivals van de Benelux met artiesten uit binnen- en buitenland.

#### Carnaval
Carnaval wordt ook groots gevierd in Helmond met onder meer de grootste optocht van het zuiden. Helmond is een echte carnavalsstad; naast de vele carnavalsverenigingen is er een grote stichting die zich bezighoudt met het stadscarnaval (dat ieder jaar tienduizenden bezoekers trekt): de Keiebijters. Met carnaval heet Helmond dan ook Keiebijtersstad of Kattegat. Deze benamingen stammen van begin jaren zestig.
De benaming Keiebijter verwijst, net zoals veel namen van carnavalsverenigingen, naar het plaatselijke verleden, toen de thuisweverij de overheersende bron van bestaan was. De wevers hadden in hun armzalige huizen veel last van de temperatuurschommelingen, wat het verwerken van het garen er niet gemakkelijker op maakte. Om het kettinggaren wat te smeren (vooral bij droogte, om knappen te voorkomen) en wat gladder te maken waardoor de weefspoel er makkelijker doorheen schoot, gebruikte men natuurlijke hulpmiddelen, in dit geval speeksel. Om de speekselproductie te bevorderen werden zaken in de mond genomen die net als kauwgom werkten: soms losse eindjes garenafval (drum genoemd; vandaar de naam van de Gemertse carnavallers als drumknauwers) en ook dus kiezelkeitjes, waar dus de naam Keiebijters aan herinnert.

### Sport
Helmond kent een verscheidenheid aan sportverenigingen. Er zijn acht verschillende voetbalverenigingen (waarvan Helmond Sport uitkomt in het betaalde voetbal), meerdere tennisbanen en een hockeyclub, namelijk HC Helmond. Maar men kan in Helmond ook aan atletiek doen bij H.A.C. Helmond, wielrennen bij MTB R&TC Buitenlust en golfen de Helmondse Golfclub 'Overbrug'.

#### Betaald voetbal
Helmond kent sinds de jaren vijftig betaald voetbal. Aanvankelijk speelden HVV Helmond en SC Helmondia (die de stad in tweeën splitsten) beiden betaald voetbal. Op 27 juli 1967 is Helmondia opgegaan in Helmond Sport, nadat HVV Helmond haar proflicentie reeds had op moeten geven vanwege financiële moeilijkheden. Helmond Sport promoveerde in het eerste jaar van tweede naar eerste divisie, waar het nu ook nog (na een uitstapje naar de eredivisie in de jaren tachtig) actief is.

## Bezienswaardigheden

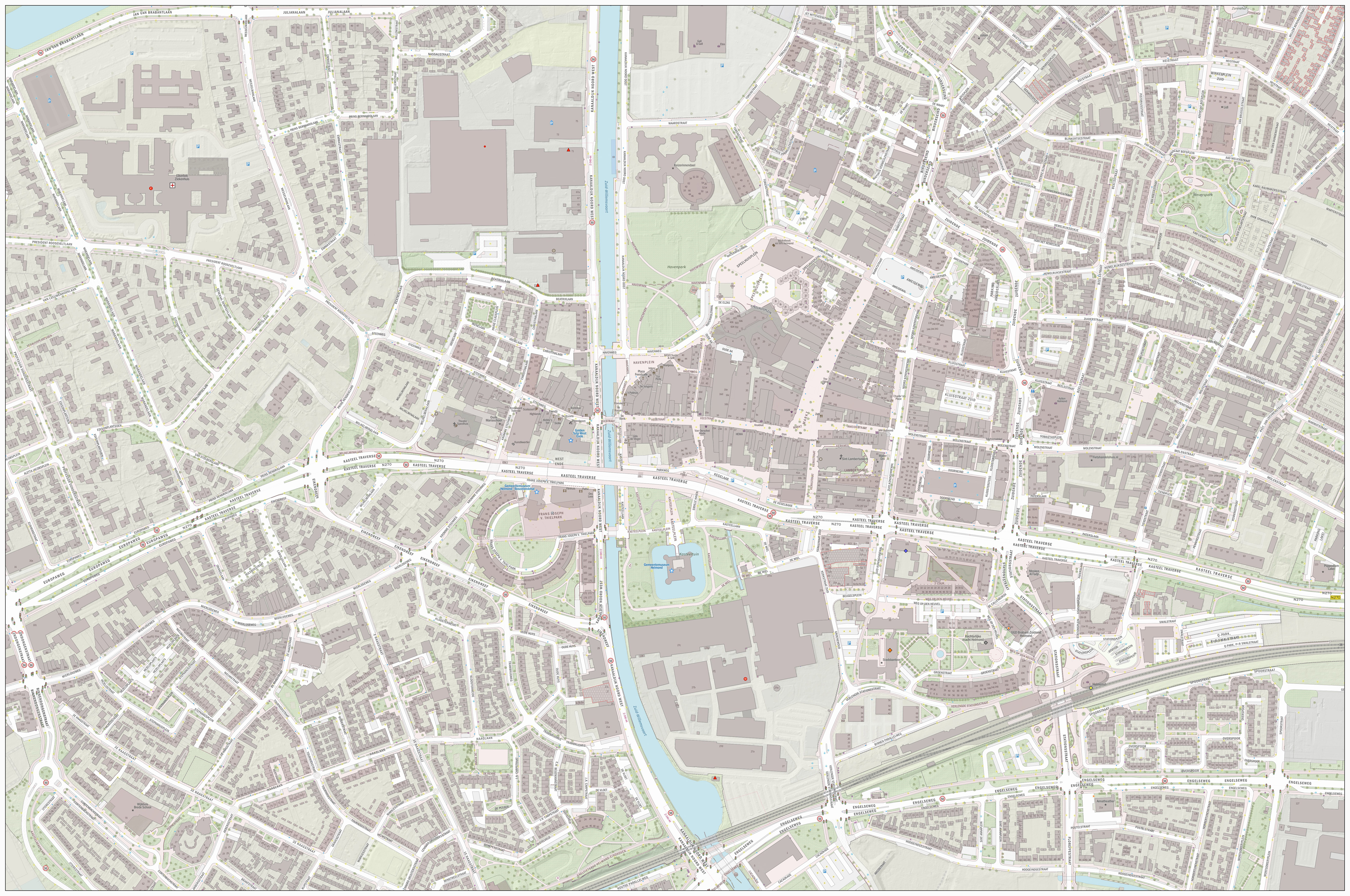
Detailkaart van Helmond-centrum, met bezienswaardigheden

- Een bekend bouwwerk in Helmond is het vierkante kasteel bij het centrum. Deze waterburcht is in de veertiende eeuw gebouwd en heeft tot 2001 als Raadszaal dienstgedaan. Kasteel Helmond was tevens het decor van de serie Kasteel van Sinterklaas van Omroep Brabant.
- Nabij het kasteel ligt de voormalige Hervormde kerk uit 1848. Het is een vroeg-neogotisch gebouw van architect Arnoldus van Veggel uit 's-Hertogenbosch. Tot 1963 was dit gebouw als kerk in gebruik, van 1973 tot 1983 was er de Gemeentelijke Archiefdienst gevestigd, sindsdien wordt het verhuurd als kantoor.
- In het centrum van Helmond bevinden zich nog enkele middeleeuwse gebouwen en straatjes zoals het Huis met de Luts aan de Markt en het Ketsegängske.
- De Sint-Lambertuskerk met het Robustelly-orgel, dat in 1772 in Luik gebouwd is, het Ketsegängske ligt tussen Markt en de Noord-Koninginnewal in het midden van de Markt, waar enkele herbouwde wevershuisjes staan.
- Het Kapelletje van Binderen met de toegangspoort tot de voormalige Abdij van Binderen; het kapelletje ligt ten noorden van het centrum.
- De Sint-Jozefkapel dat tevens een oorlogsmonument is.
- Enkele bezienswaardige overblijfselen van de industriële geschiedenis van Helmond zijn het Auw Fabriekske en Warande Park (waarin restanten van het Peapark). Het Auw Fabriekske is het oudste nog overgebleven industrieel monument, een uit 1840 daterend textielfabriekje opgericht door de familie Bots, aan de Kanaaldijk N.W. Langs deze dijk zijn nog meer oudere fabrieksgebouwen en villa's van voormalige ondernemersfamilies te zien.
- Het Warandepark ligt ten westen van het centrum boven de Oranjebuurt. Dit stadspark bestaat voornamelijk uit loofbos met daarin ook een grafeiland. Tot het park behoren verder een dierenpark en een vijver met muziekpaviljoen.
- Een opvallende bezienswaardigheid van Helmond was Theater 't Speelhuis en de Kubuswoningen, die ontworpen zijn door Piet Blom. 't Speelhuis is echter op 29 december 2011 verwoest door een brand, waarbij ook een paar kubuswoningen beschadigd zijn geraakt. De activiteiten van het Theater Het Speelhuis zetten zich nu voort in het aangepaste en licht verbouwde gebouw van de Onze-Lieve-Vrouwekerk. De kerk ligt op 100m afstand van de eerste 3 proef-kubuswoningen aan de Kasteel-Traverse.
- Aan de westzijde van de stad wordt vanaf eind jaren negentig gebouwd aan het centrum van de woonwijk Brandevoort, genaamd 'de Veste', dat de vorm heeft van een vestingstadje. 'De Veste' is geheel in een historiserende stijl gebouwd en bestaat uit huizen met allemaal verschillende, vaak rijk gedetailleerde geveltjes. De smalle, autoluwe straatjes zijn ontworpen om pittoreske beelden op te leveren. Te vinden zijn bijzonderheden als een gietijzeren markthal, een serie gemetselde bastions en vele ongewone woningen in de vorm van enkele grote en vele kleinere poorten.

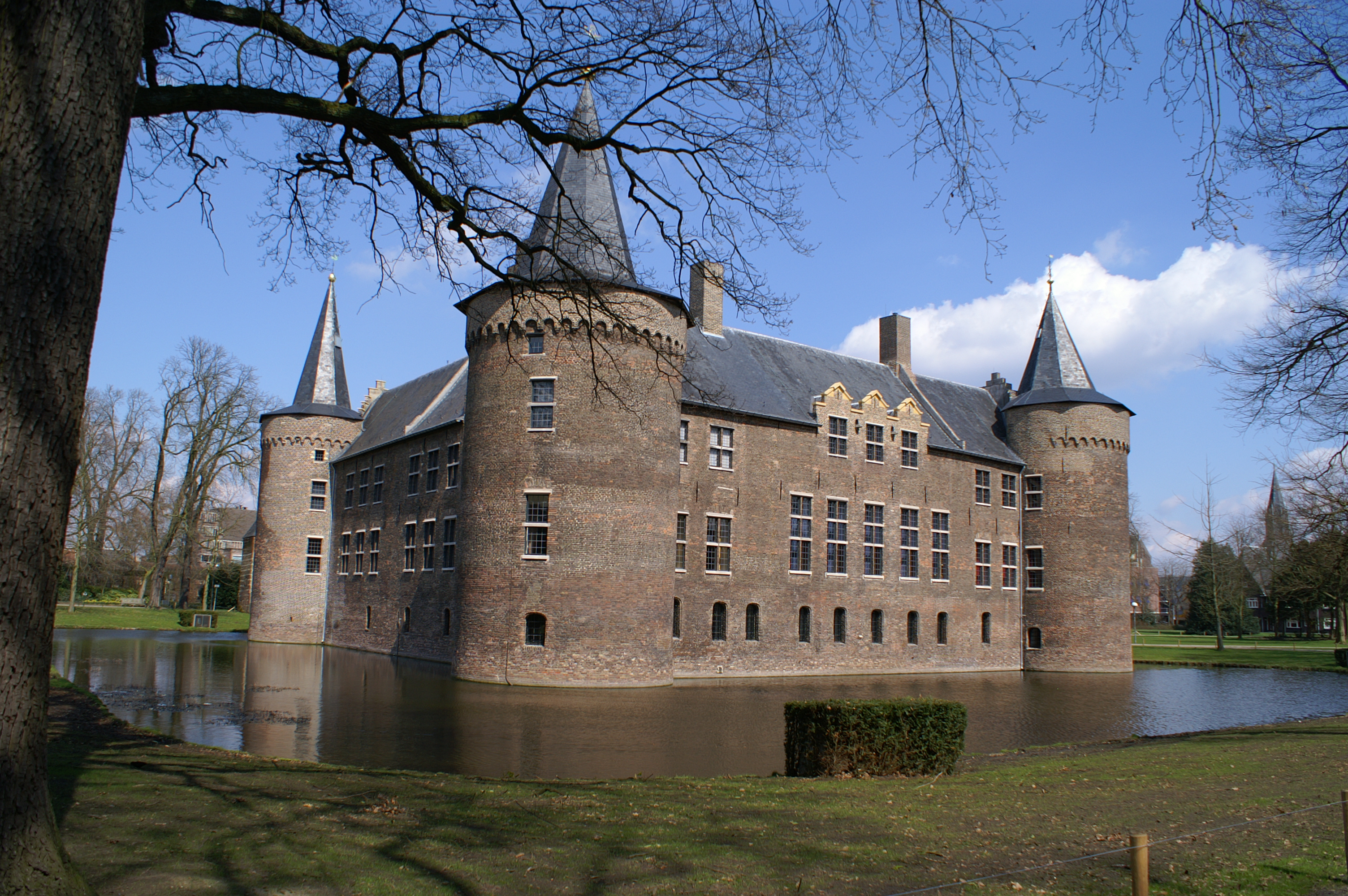
Kasteel Helmond
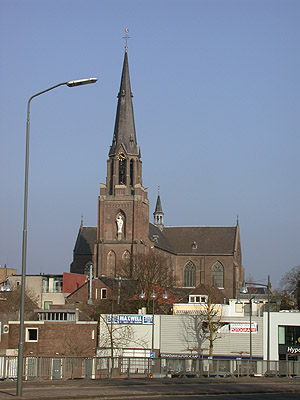
Sint-Lambertuskerk
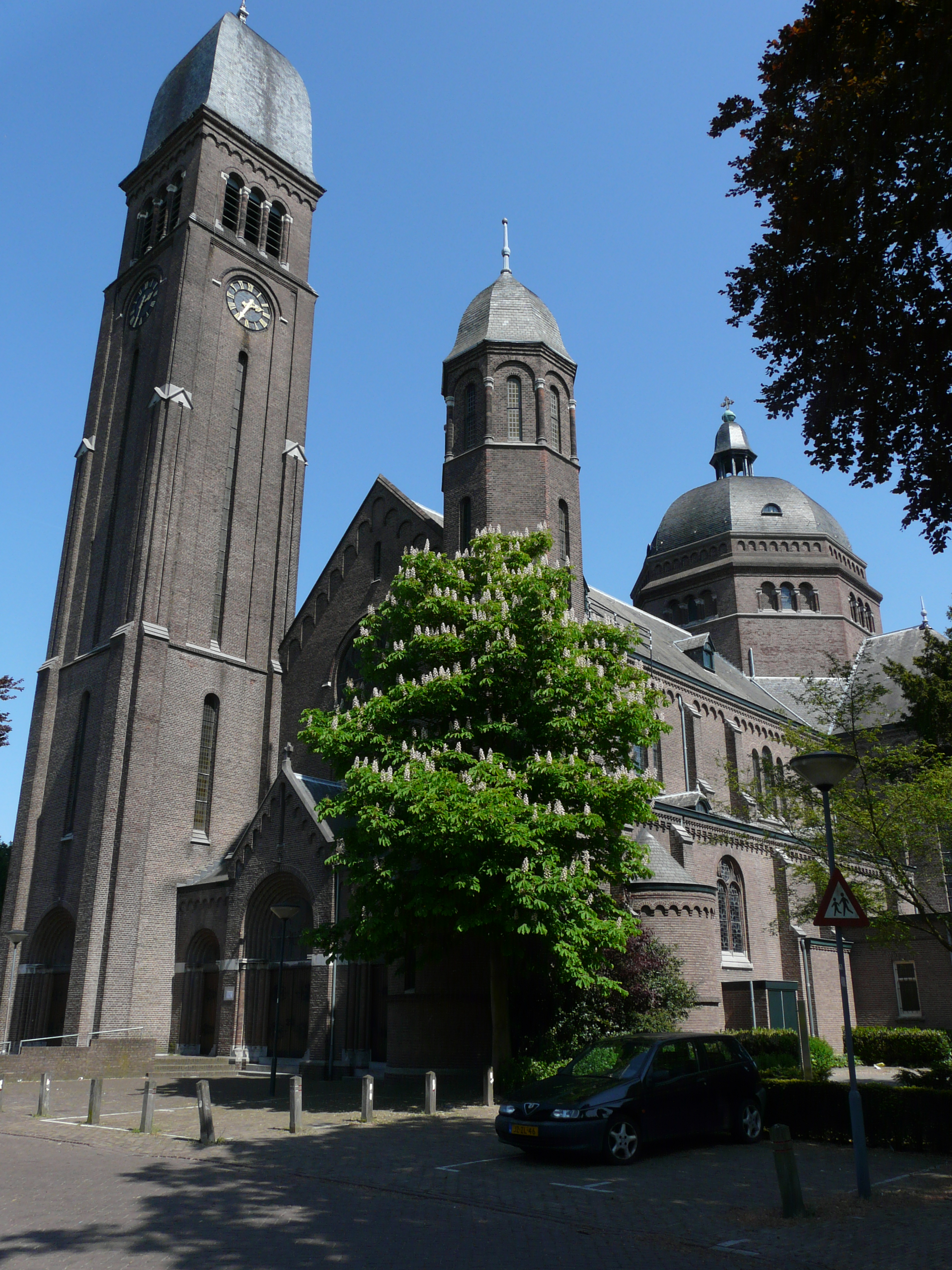
Onze-Lieve-Vrouwekerk

### Monumenten
In de gemeente zijn er een aantal rijksmonumenten, gemeentelijke monumenten en oorlogsmonumenten, zie:
- Lijst van rijksmonumenten in Helmond
- Lijst van gemeentelijke monumenten in Helmond
- Lijst van oorlogsmonumenten in Helmond

### Beelden
Onder de naam De Kunstroute zijn verspreid over het stadshart van Helmond een zeer omvangrijke en diverse verzameling beeldhouwwerken te bekijken. Er zijn beelden te zien van een groot aantal bekende kunstenaars, maar ook minder bekende namen zijn vertegenwoordigd.
- Lijst van beelden in Helmond

## Musea

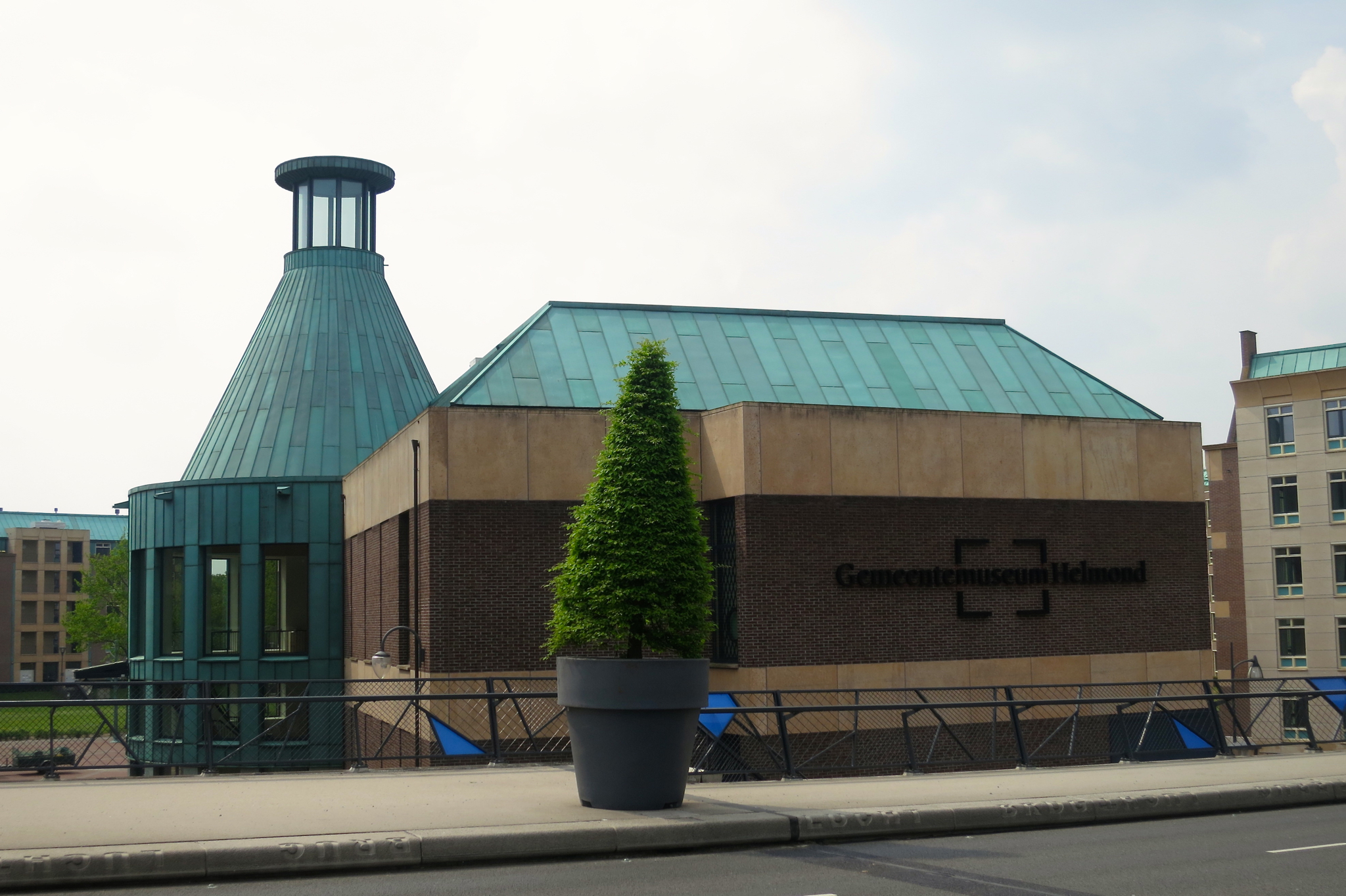
Gemeentemuseum Helmond

### Museum Helmond
Museum Helmond bevindt zich deels in het Kasteel Helmond, en deels in de Kunsthal.
Het kasteel is gewijd aan de geschiedenis van het kasteel en zijn bewoners en gebruikers en is ingericht op een jong publiek onder de noemer Kasteelbelevenissen. De Kunsthal is ingericht op tijdelijke tentoonstellingen waar moderne kunstuitingen in relatie tot werk en samenleving centraal staan. De collectie bevat naast een stadscollectie met voorwerpen uit de geschiedenis van Helmond tevens twee kunstcollecties. Een collectie internationale hedendaagse kunst vanaf 1970 in diverse vormen en technieken. In 1978 is men begonnen met het aanleggen van de verzameling, die in 2008 reeds 450 werken omvatte. De andere met als thema: Mens en Werk. Deze omvat werken van 1850 tot heden. Dit onderwerp sluit aan bij de geschiedenis van Helmond als industriestad. Tot de kunstenaars die vertegenwoordigd zijn behoren onder meer: Herman Heijenbrock, Johannes Bosboom, Isaac Israëls en Jan Toorop.

### Stichting Industrieel Erfgoed Helmond
Dit museum bevindt zich aan de Kanaaldijk N.W. 29c. Aan deze Kanaaldijk was het merendeel van de belangrijkste bedrijven gevestigd. In dit museum worden voorwerpen en producten getoond die met het veelzijdige industriële geschiedenis te maken hebben: textielstoffen, pompen, moeren en machines die de Helmondse industrie heeft voortgebracht of die er werden gebruikt.

### Jan Visser Museum
Dit museum bevindt zich aan de Keizerin Marialaan en bevat voorwerpen die betrekking hebben op de Helmondse geschiedenis en op het vroegere plattelandsleven, zoals gereedschappen. In 1998 is gestart met het aanleggen van de verzameling, die ook is uitgebreid met een collectie van de Helmondse brandweer.

### EDAH-museum

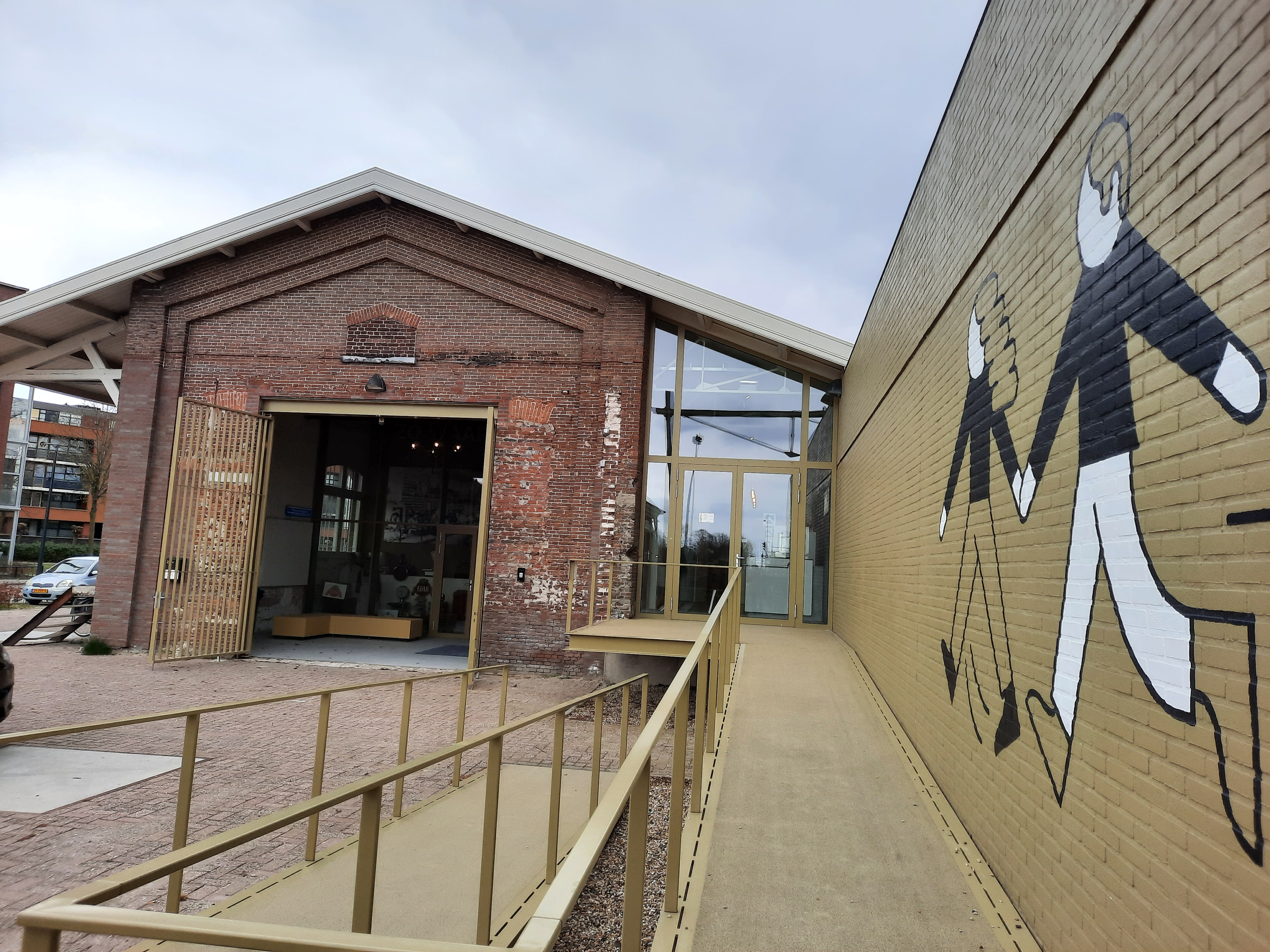
Ingan Draaiorgel en EDAH-museum

Dit museum was tot eind 2018 gevestigd aan Oostende 167. Het museum bevatte oorspronkelijk voorwerpen die betrekking hebben op de supermarktketen Edah (bestond van 1917 tot 2007), maar heeft zich gaandeweg verbreed tot een museum en kenniscentrum rond retail en voedingsmiddelen. Sinds 2021 is het gevestigd in het voormalige Van Gend & Loosgebouw aan de Binnen Parallelweg 2 in Helmond.

### Draaiorgel Museum Helmond
In Loods20 is het Draaiorgel Museum Helmond gevestigd, samen met het EDAH-museum. Ervoor bevond het zich aan de Torenstraat en tussen 2003 en 2008 was het gesloten. Een van de belangrijke stukken is een dansorgel, een groot uitneembaar draaiorgel dat in een danszaal werd opgesteld en meereisde met de kermissen. Ook is er een verzameling accordeons en bladmuziek.

### HomeComputerMuseum
Het HomeComputerMuseum, gevestigd aan de Noord Koninginnewal, laat de geschiedenis van thuiscomputers vanaf 1975 ervaren en beleven. Het museum heeft een schat aan documentatie en software. Het museum is in maart 2018 geopend.

## Media
Per 1 december 2020 verzorgt Dit is Helmond via radio, televisie en internet het lokale nieuws. Dit is Helmond komt voort uit een fusie tussen het voormalige Omroep Helmond en het voormalige wijkplatform Ditisonzewijk.nl.
De regionale krant in Helmond is het Eindhovens Dagblad. Tot 1993 had Helmond een eigen krant, het Helmonds Dagblad, een zogenaamde kopkrant van het Eindhovens Dagblad. Eerder verschenen in Helmond diverse andere kranten, zoals de Zuidwillemsvaart, de Helmondsche Courant en de Aabode.

## Onderwijs

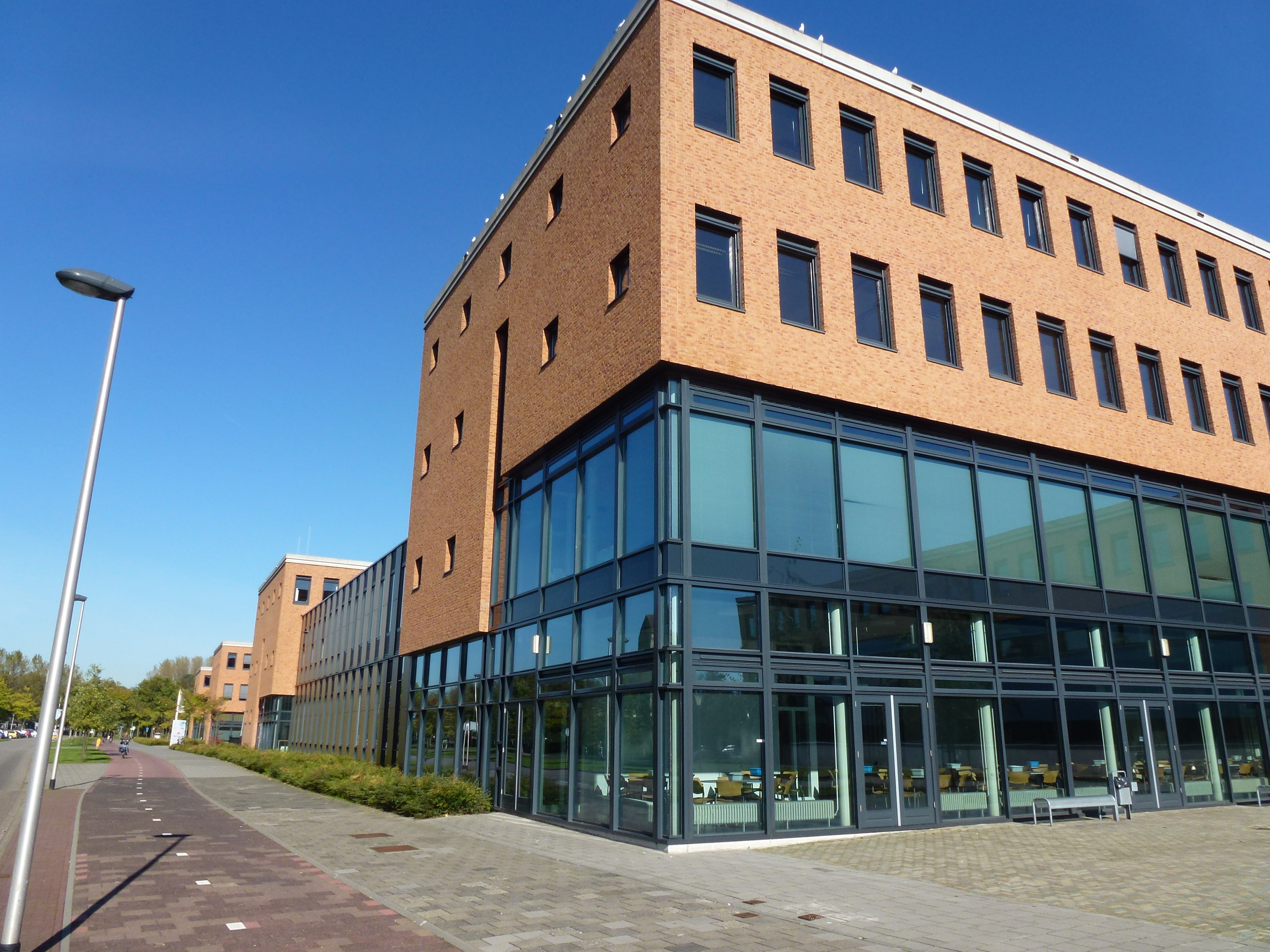
Het ROC ter AA in Helmond

### Voortgezet onderwijs
- Carolus Borromeus College
- Jan van Brabant College
- Dr. Knippenbergcollege
- Vakcollege Helmond
- Praktijkschool Helmond
- Voortgezet Speciaal Onderwijs: Antoon van Dijkschool

### Middelbaar beroepsonderwijs
- ROC Ter AA

### Hoger beroepsonderwijs
- Fontys Hogescholen
- Hogeschool de Kempel

## Voorzieningen

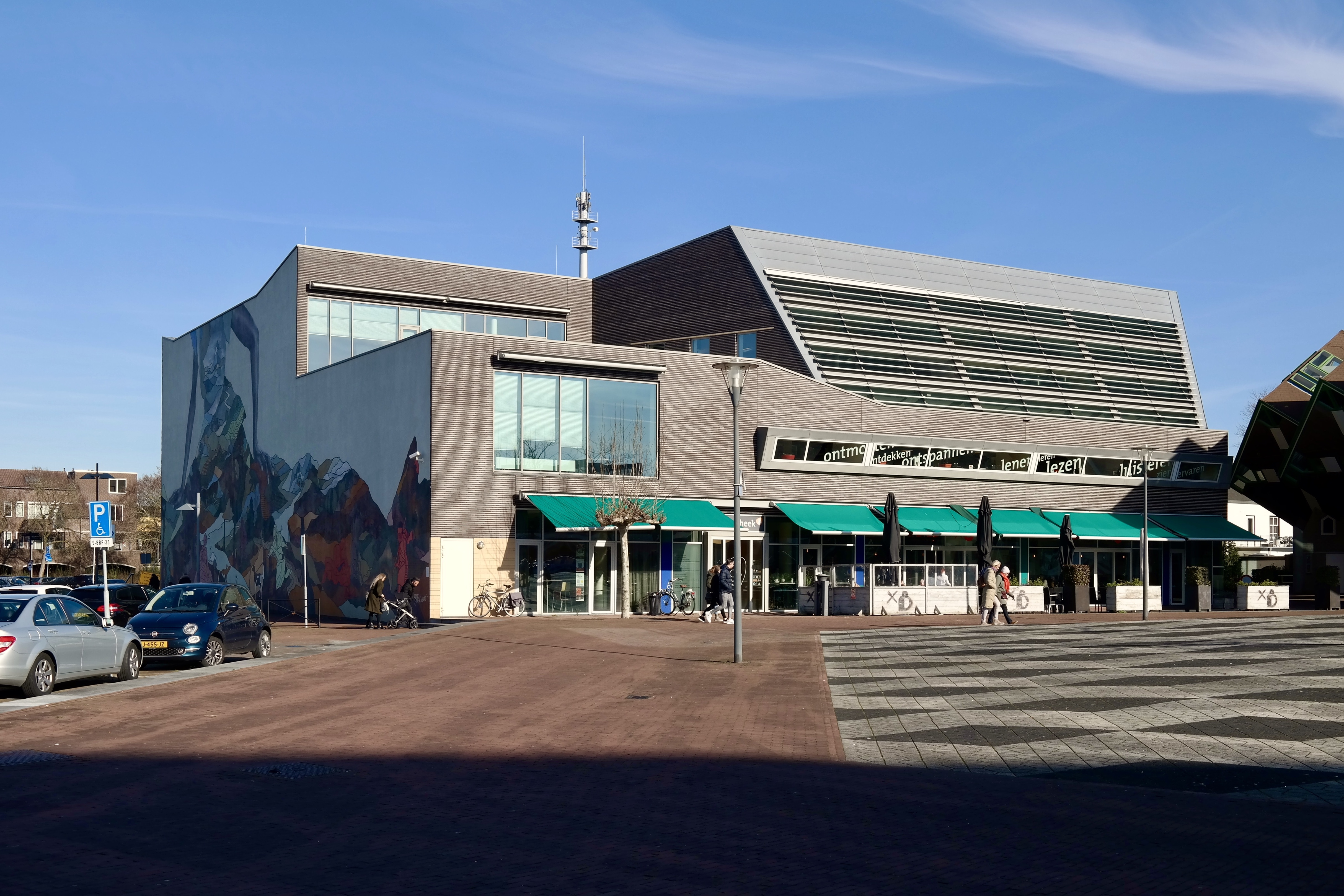
Bibliotheek Helmond-Peel aan Piet Blomplein

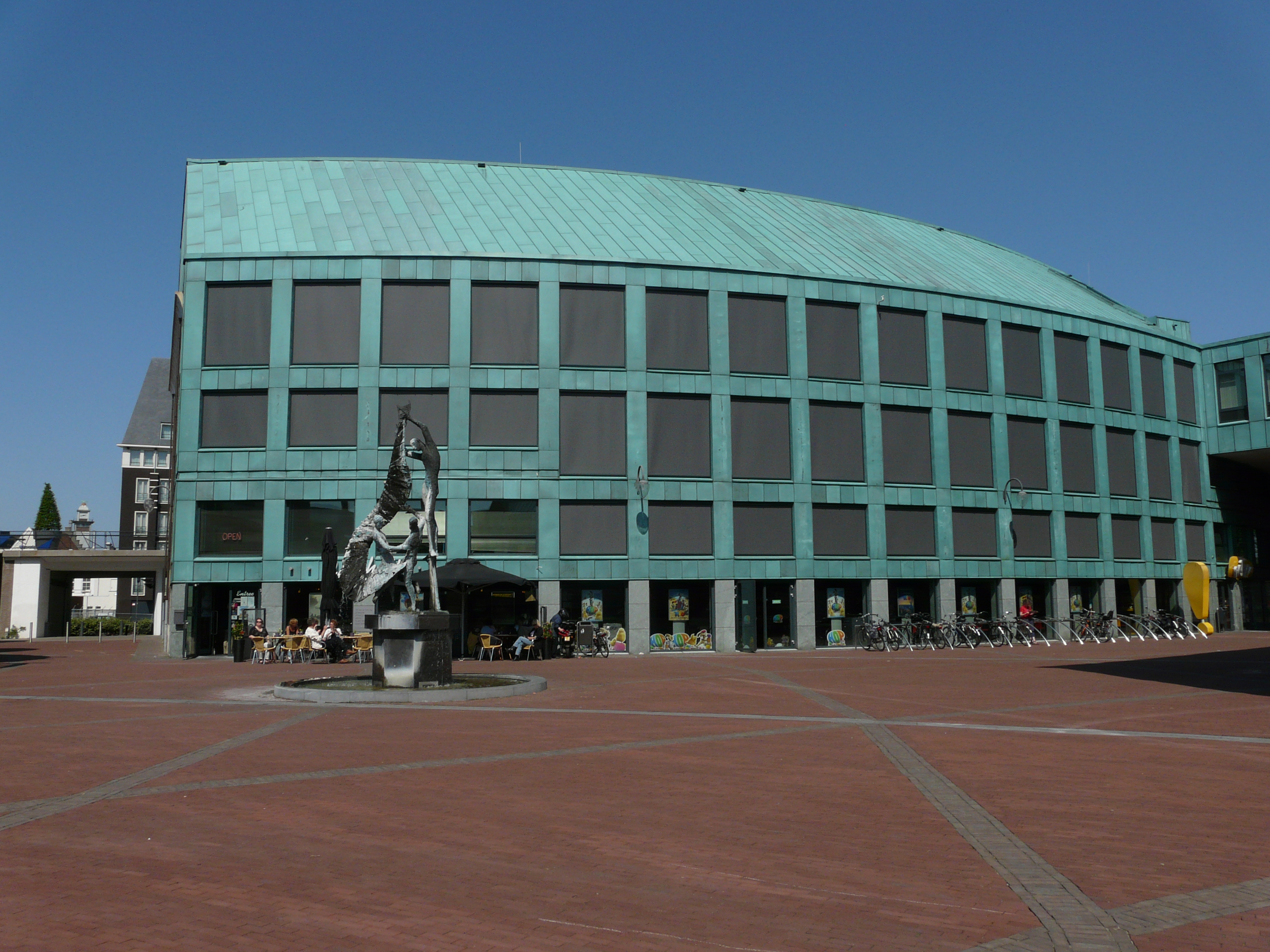
Bioscoop Pathé

### Gezondheidszorg
- Elkerliek Ziekenhuis
- Woonzorgcentrum Savant
- Zorgcentrum De Eeuwsels
- Zorgcentrum Keyserinnedael
- Zorgcentrum De Pannehoeve

### Recreatie
- Bibliotheek
- Bioscoop Pathé
- Recreatieplas Berkendonk
- Midgetgolfbaan De Warande
- Stichting Speeltuin Leonardus, speeltuin in de binnenstad
- Theater 't Speelhuis
- De Veldhoeve, kinderboerderij in Helmond
- Het Warande Park, park in de buurt van het centrum
- De Wissen, zwembad en sportschool

### Overig
- VVV

## Verkeer en vervoer

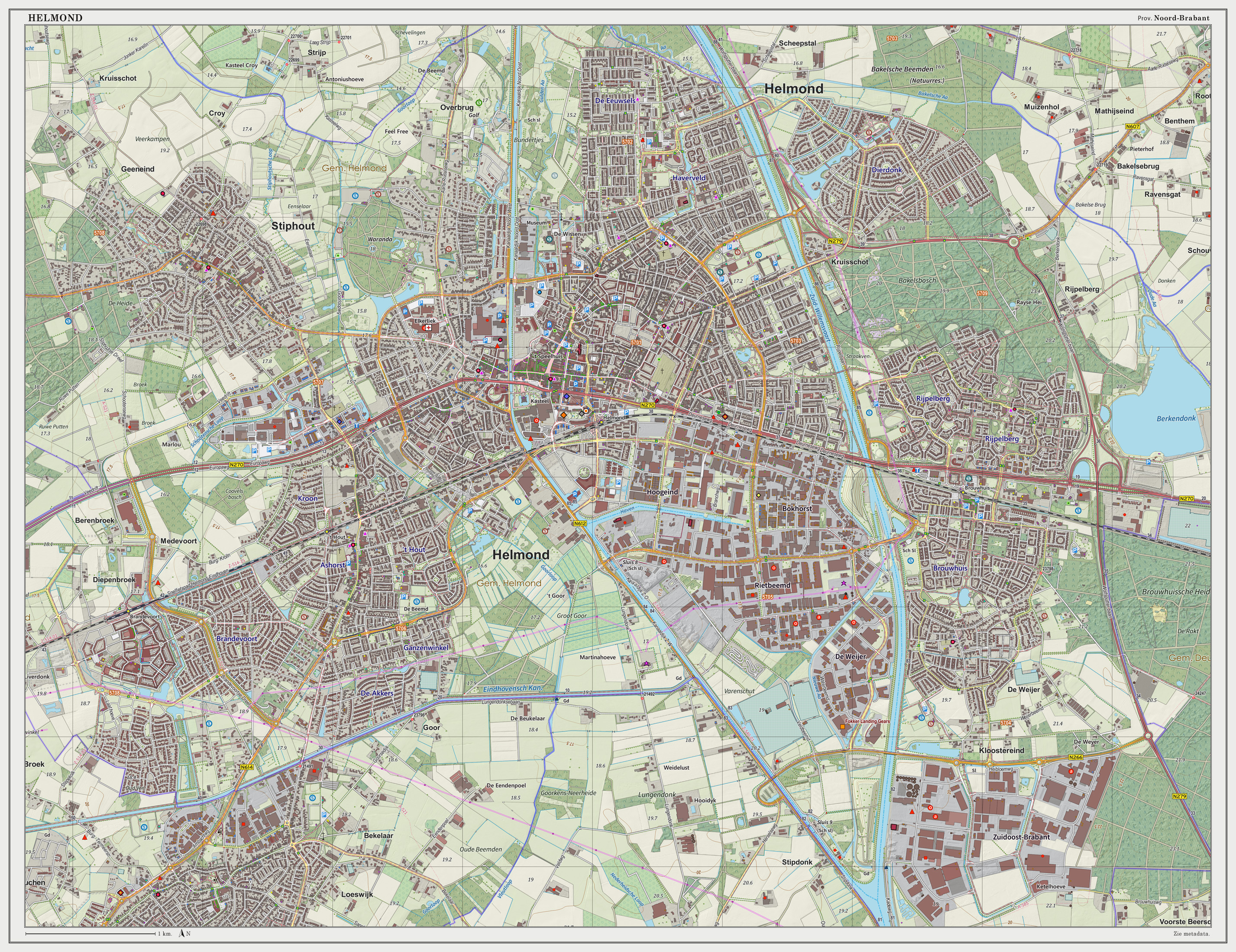
Topografische kaart van de woonplaats Helmond, maart 2014

### Wegen in en rondom Helmond
Helmond is op het autosnelwegennet aangesloten via diverse wegen. De stad is per auto bereikbaar via de A270/N270 en N279. Ook is het goed mogelijk om Helmond aan de zuidkant vanaf de A67 te bereiken.
- 's-Hertogenbosch - Veghel - Beek en Donk/Gemert - Helmond - Bakel - Asten - Horn
- Helmond - Aansluiting 35 /
- / Eindhoven - Helmond - Deurne - Venray - Well
- Bakel - Helmond
- / Eindhoven - Geldrop - Lierop - Helmond - Asten - Deurne - Koningslust - Venlo

De oude route naar Eindhoven liep oorspronkelijk via Mierlo en Geldrop over de N614. Deze route heeft haar belangrijkste functie inmiddels verloren aan de A270, maar verzorgt nog steeds de verbinding van Helmond naar Mierlo en Geldrop.

### Fietspaden
Helmond beschikt over een goed fietspadennetwerk en gratis (bewaakte en onbewaakte) stallingsvoorzieningen. In de jaren 2010 werd het beleidsplan Niet voor niets op de fiets uitgevoerd.

### Openbaar vervoer
Helmond is gelegen aan de spoorlijn Eindhoven - Venlo en heeft vier stations: station Helmond, station Helmond 't Hout, station Helmond Brouwhuis en station Helmond Brandevoort.
Verder beschikt Helmond nog over een stadsdienst en enkele streekbussen.